# Unterseeboot 242
Le Unterseeboot 242 (ou U-242) est un sous-marin allemand (U-Boot) de type VII.C utilisé par la Kriegsmarine (marine de guerre allemande) pendant la Seconde Guerre mondiale

## Historique
Mis en service le 14 août 1943, l'Unterseeboot 242 passe son temps d'entraînement initial à la base sous-marine de Kiel, au sein de la 5. Unterseebootsflottille jusqu'au 31 mai 1944 ; puis l'U-242 intègre une unité de combat à la base sous-marine de La Rochelle dans la 3. Unterseebootsflottille. Le 6 juillet 1944, il retourne à Kiel dans la 5. Unterseebootsflottille en tant que bateau d'entrainement puis le 1er août 1944, il retourne au combat avec la 8. Unterseebootsflottille à Danzig. Le 16 février 1945, il devient navire d'entrainement dans la 5. Unterseebootsflottille à Kiel et à partir du 24 mars 1945 comme sous-marin de combat.
Il réalise sa première patrouille, quittant le port de Stavanger le 8 juin 1944 sous les ordres de l'Oberleutnant zur See Karl-Wilhelm Pancke. Après 19 jours de mer, l'U-242 rejoint le port de Bergen le 26 juin 1944.
L'Unterseeboot 242 effectue sept patrouilles, coulant deux navires marchands pour un total de 2 095 tonneaux et un navire de guerre auxiliaire de 500 tonneaux, au cours de 109 jours en mer.
Sa septième patrouille commence au port de Kristiansand le 4 mars 1945 sous les ordres de l'Oberleutnant zur See Heinz Riedel. Après 33 jours en mer, l'U-242 coule le 5 avril 1945 à 7 h 15 touché par une mine dans le champ de mines QZX dans le Canal Saint-Georges entre l'Irlande et le Pays de Galles, à la position géographique de 52° 02′ 09″ N, 5° 46′ 08″ O juste à côté du cap de St David's au Pays de Galles.
Les quarante-quatre membres d'équipage meurent dans ce naufrage.

## Affectations successives
- 5. Unterseebootsflottille à Kiel du 14 août 1943 au 31 mai 1944 (entrainement)
- 3. Unterseebootsflottille à La Rochelle du 1er juin au 5 juillet 1944 (service actif)
- 5. Unterseebootsflottille à Kiel du 6 au 31 juillet 1944 (entrainement)
- 8. Unterseebootsflottille à Danzig du 1er août 1944 au 15 février 1945 (service actif)
- 5. Unterseebootsflottille à Kiel du 16 février au 23 mars 1945 (entrainement)
- 5. Unterseebootsflottille à Kiel du 24 mars au 5 avril 1945 (service actif)

## Commandement
- Oberleutnant zur See Karl-Wilhelm Pancke du 14 août 1943 à février 1945
- Oberleutnant zur See Heinz Riedel de février au 5 avril 1945

## Patrouilles
|       | Commandant                | Départ            | Départ        | Arrivée            | Arrivée       | Jours     | Succès  |
| ----- | ------------------------- | ----------------- | ------------- | ------------------ | ------------- | --------- | ------- |
|       | Oblt. Karl-Wilhelm Pancke | 21 mai 1944       | Kiel          | 25 mai 1944        | Stavanger     | 5 jours   |         |
| 1     | Oblt. Karl-Wilhelm Pancke | 8 juin 1944       | Stavanger     | 26 juin 1944       | Bergen        | 19 jours  |         |
|       | Oblt. Karl-Wilhelm Pancke | 27 juin 1944      | Bergen        | 27 juin 1944       | Stavanger     | 1 jour    |         |
|       | Oblt. Karl-Wilhelm Pancke | 28 juin 1944      | Stavanger     | 28 juin 1944       | Kristiansand  | 1 jour    |         |
|       | Oblt. Karl-Wilhelm Pancke | 29 juin 1944      | Kristiansand  | 1er juillet 1944   | Kiel          | 3 jours   |         |
|       | Oblt. Karl-Wilhelm Pancke | 11 juillet 1944   | Kiel          | 14 juillet 1944    | Reval         | 3 jours   |         |
|       | Oblt. Karl-Wilhelm Pancke | 16 juillet 1944   | Reval         | 16 juillet 1944    | Helsinki      | 1 jour    |         |
| 2     | Oblt. Karl-Wilhelm Pancke | 17 juillet 1944   | Helsinki      | 20 juillet 1944    | Grand Hotel   | 4 jours   |         |
|       | Oblt. Karl-Wilhelm Pancke | 21 juillet 1944   | Grand Hotel   | 23 juillet 1944    | Grand Hotel   | 3 jours   |         |
|       | Oblt. Karl-Wilhelm Pancke | 24 juillet 1944   | Grand Hotel   | 26 juillet 1944    | Grand Hotel   | 3 jours   |         |
|       | Oblt. Karl-Wilhelm Pancke | 26 juillet 1944   | Grand Hotel   | 30 juillet 1944    | Grand Hotel   | 5 jours   |         |
|       | Oblt. Karl-Wilhelm Pancke | 1er août 1944     | Grand Hotel   | 1er août 1944      | Helsinki      | 1 jour    |         |
| 3     | Oblt. Karl-Wilhelm Pancke | 23 août 1944      | Helsinki      | 26 août 1944       | Grand Hotel   | 4 jours   | 1 100   |
|       | Oblt. Karl-Wilhelm Pancke | 29 août 1944      | Grand Hotel   | 1er septembre 1944 | Grand Hotel   | 4 jours   |         |
|       | Oblt. Karl-Wilhelm Pancke | 3 septembre 1944  | Grand Hotel   | 3 septembre 1944   | Reval         | 1 jour    |         |
|       | Oblt. Karl-Wilhelm Pancke | 12 septembre 1944 | Reval         | 12 septembre 1944  | Baltisch Port | 1 jour    |         |
| 4     | Oblt. Karl-Wilhelm Pancke | 21 septembre 1944 | Baltisch Port | 28 septembre 1944  | Windau        | 8 jours   | 1 495   |
|       | Oblt. Karl-Wilhelm Pancke | 30 septembre 1944 | Windau        | 2 octobre 1944     | Pillau        | 3 jours   |         |
| 5     | Oblt. Karl-Wilhelm Pancke | 5 octobre 1944    | Pillau        | 9 octobre 1944     | Pillau        | 5 jours   | 1 100   |
|       | Oblt. Karl-Wilhelm Pancke | 10 octobre 1944   | Pillau        | 11 octobre 1944    | Danzig        | 2 jours   |         |
| 6     | Oblt. Karl-Wilhelm Pancke | 12 janvier 1945   | Danzig        | 12 janvier 1945    | Kiel          | 19 jours  |         |
|       | Oblt. Heinz Riedel        | 23 février 1945   | Kiel          | 25 février 1945    | Horten        | 3 jours   |         |
|       | Oblt. Heinz Riedel        | 28 février 1945   | Horten        | 1er mars 1945      | Kristiansand  | 2 jours   |         |
| 7     | Oblt. Heinz Riedel        | 4 mars 1945       | Kristiansand  | 5 avril 1945       | Coulé         | 33 jours  |         |
| Total | Total                     | Total             | Total         | Total              | Total         | 109 jours | 2 595 t |

Note : Oblt. = Oberleutnant zur See 

## Navires coulés
L'Unterseeboot 242 a coulé deux navires marchands pour un total de 2 095 tonneaux et un navire de guerre auxiliaire de 500 tonneaux au cours des sept patrouilles (109 jours en mer) qu'il effectua.
| Date            | Navire      | Pavillon         | Tonnage | Fait         |
| --------------- | ----------- | ---------------- | ------- | ------------ |
| 25 août 1944    | KKO-2       | Union soviétique | 600     | Coulé        |
| 25 août 1944    | VRD Del'fin | Union soviétique | 500     | Coulé        |
| 28 octobre 1944 | Rigel       | Finlande         | 1 495   | Coulé (Mine) |

### Référence
1. ↑  Axel Niestlé, January 1991
2. ↑  http://uboat.net/boats/successes/u242/html

### Source
- (en) Cet article est partiellement ou en totalité issu de l’article de Wikipédia en anglais intitulé « German submarine U-242 » (voir la liste des auteurs).